# Donuts (J Dilla)
Donuts è il secondo e ultimo album da solista del produttore musicale hip hop statunitense J Dilla, pubblicato il 7 febbraio 2006, nel giorno del suo trentaduesimo compleanno e distribuito dalla Stones Throw Records. Tre giorni più tardi, J Dilla morirà in seguito a una malattia del sangue. L'album è divenuto presto uno dei più importanti e influenti nella scena musicale hip hop: intriso di messaggi più o meno nascosti, come ad esempio il fatto che sia composto da 31 tracce, l'età di Jay Dee al momento della registrazione, per lo più passata su un letto d'ospedale a causa della malattia.
Universalmente acclamato dalla critica, l'album riceve un punteggio di 84/100 sul sito Metacritic ed è inserito tra i migliori dell'anno da Pitchfork, che lo inserisce anche nella lista dei 200 migliori dischi del decennio.
| Recensione    | Giudizio |
| ------------- | -------- |
| AllMusic      | [ 1 ]    |
| The A.V. Club | B+       |
| Pitchfork     | [ 6 ]    |
| PopMatters    | 9/10     |
| Q             | [ 2 ]    |
| Rolling Stone | [ 8 ]    |
| Prefix        | [ 2 ]    |
| RapReviews    | [ 2 ]    |

## Tracce
1. Donuts (Outro) – 0:11
2. Workinonit – 2:57
3. Waves – 1:38
4. Light My Fire – 0:35
5. The New – 0:49
6. Stop – 1:39
7. People – 1:24
8. The Diff'rence – 1:52
9. Mash – 1:31
10. Time: The Donut of the Heart – 1:38
11. Glazed – 1:21
12. Airworks – 1:44
13. Lightworks – 1:55
14. Stepson of the Clapper – 1:01
15. The Twister (Huh, What) – 1:16
16. One Eleven – 1:11
17. Two Can Win – 1:47
18. Don't Cry – 1:59
19. Anti-American Graffiti – 1:53
20. Geek Down – 1:19
21. Thunder – 0:54
22. Gobstopper – 1:05
23. One for Ghost – 1:18
24. Dilla Says Go – 1:16
25. Walkinonit – 1:15
26. The Factory – 1:23
27. U-Love – 1:00
28. Hi. – 1:16
29. Bye. – 1:27
30. Last Donut of the Night – 1:39
31. Welcome to the Show – 1:12

## Classifiche
| Classifica (2006)     | Posizione massima |
| --------------------- | ----------------- |
| US Independent Albums | 21                |